# Újlakiové
Újlakiové je maďarský název původně chorvatského šlechtického rodu Ilockých (pánů z Iloku, chorvatsky Iločki, starším pravopisem také de Illoch, de Wylak, de Voilack apod.)
Tento starý šlechtický rod sehrál významnou roli v pozdně středověkém sjednoceném chorvatsko-uherském království. Poté co jim v roce 1364 král Ludvík I. z Anjou daroval hrad Ilok, začali se psát z Iloku - Iločtí / chorv. Iločki.
Jeho členové po téměř dvě století zastávali vysoké úřady ve státní správě a dosáhli vysokých šlechtických titulů v Uherském království (např. bán Chorvatska a Slavonie, vojevoda sedmihradský, palatin ad.). Nejmocnější ze všech členů rodu, Mikuláš z Iloku, byl v letech 1471-1477 titulárním králem Bosny.

## Historie rodu

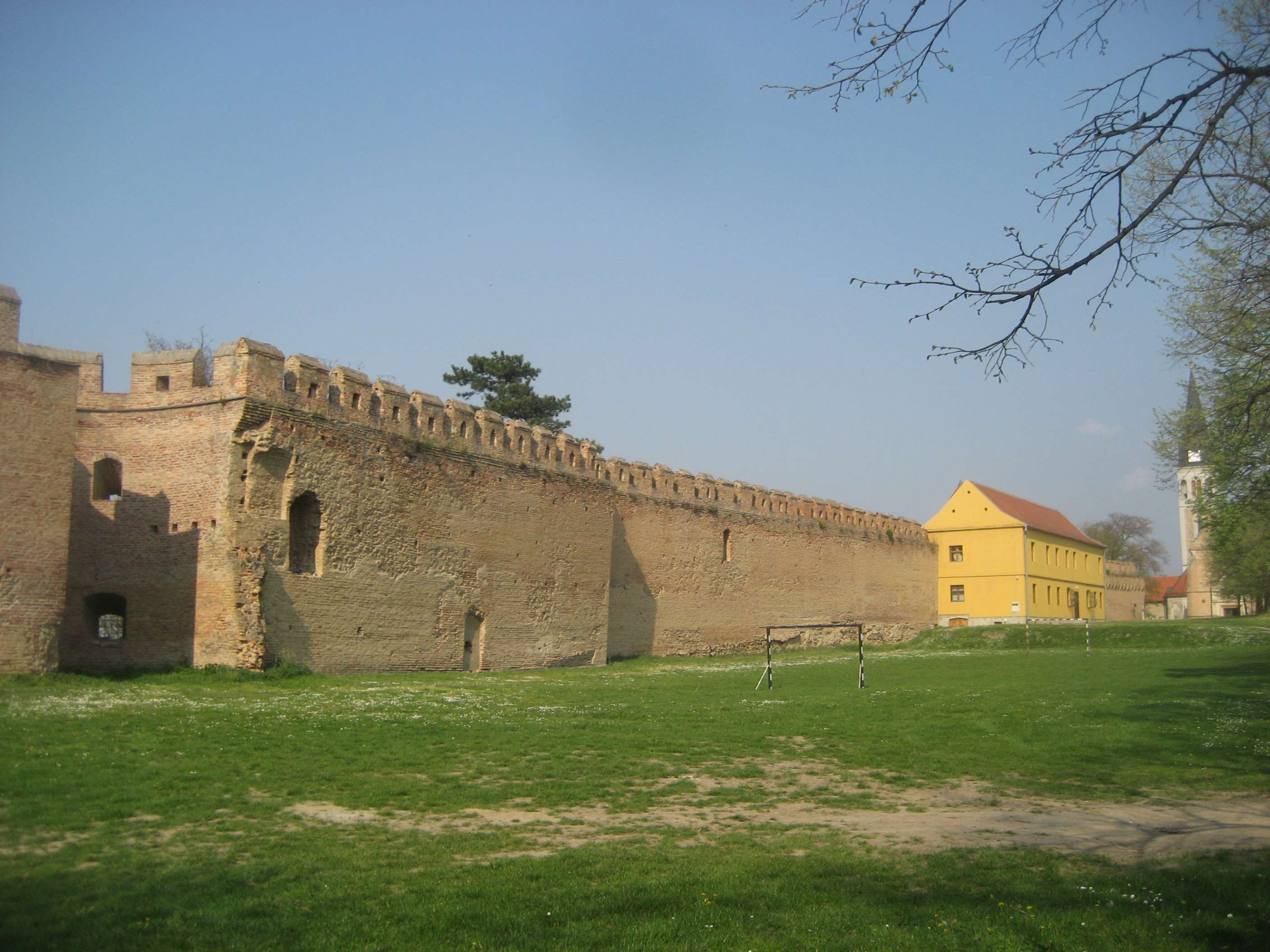
Hrad Ilok

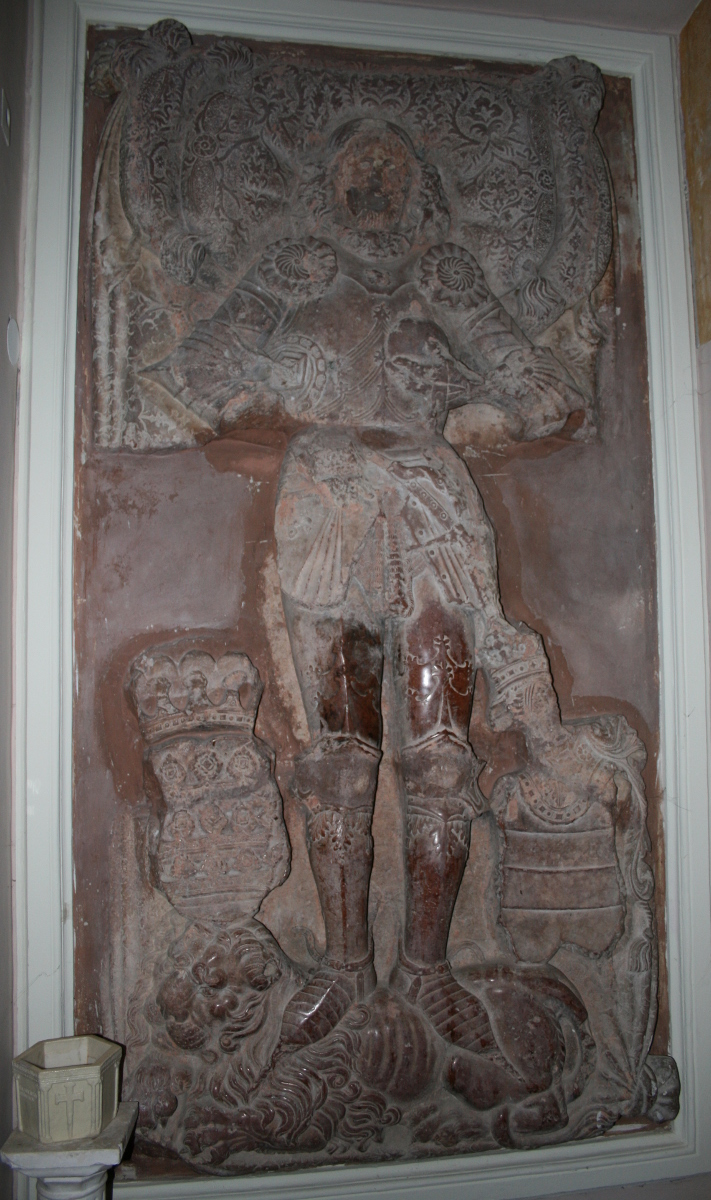
Náhrobek Mikuláše Ilockého (1410–1477) v kostele sv. Jana Kapistrána v Iloku

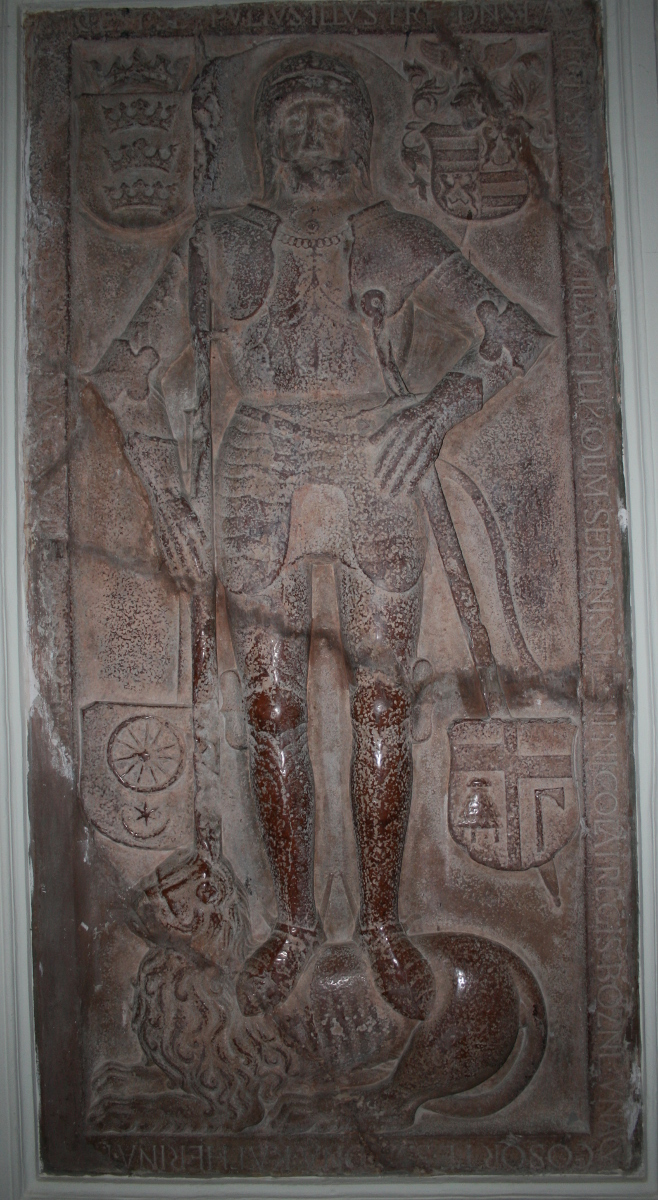
Náhrobek Vavřince Ilockého (1459–1524) v kostele sv. Jana Kapistrana v Iloku.

Rod má původ ve starém šlechtickém rodu známém jako Orahovički (tj. „páni z Orahovice“, maďarsky Raholcai), podle panství Orahovica ve středověké Križevecké župě.
Nejstarší známý člen rodu, Gug, měl panství v oblasti Dubice v „Dolní Slavonii“, historici se proto domnívají, že rod pochází právě odtud.
Gugovi potomci později získali některé nové majetky v tehdejší Slavonii (Zrin, Bukovica, Viljevo a Jošava), dále v Uhersku (hrad Palota) a v Horních Uhrách (Slovensku) panství Hlohovec.
Ze tří Gugových synů (Jan/Ivan, Řehoř/Grgur a Štěpán/Stjepan) byl Jan nejzdatnější, stal se zvláštním královským komisařem. Janův syn Vavřinec I., zvaný Slaven se účastnil tažení krále Karla I. Roberta z Anjou spolu se svými bratry Ugrinem, Jiljím/Egidijem, Jakubem/Jakovem a Janem II. V roce 1312 se stal královským vlajkonošem, poté purkrabím a županem několika chorvatských, slovenských a uherských žup (Nitranské, Varaždinské, Šoproňské a Vašské), a nakonec byl roku 1344 jmenován královským komorníkem. Jeho přezdívka Slovan naznačuje, že měl chorvatský původ.
V roce 1364 král Ludvík I. z Anjou daroval ilocké panství svému palatinovi Mikuláši I. a jeho synovci Ladislavovi, synovi zesnulého Lenkuse. Ti své rodové sídlo přenesli do Iloku a jejich potomci se začali psát z Iloku - Iločtí. Po Mikulášovi I. nastoupili oba jeho synové, Mikuláš II. († 1397) a Bartoloměj II. († 1393), kteří však již nedosáhli moci a vlivu svého otce. Ani další generace rodu už nebyly tak úspěšné. Synové Bartoloměje II., Ladislav († 1418) a Emerich/Mirko († 1419), byli bány v Mačvě (v severozápadním Srbsku) a župani v Baranji a Sremu.
Teprve Mikuláš V., jeden z pěti synů Ladislava Ilockého, přivedl svůj rod k vrcholu. Narodil se v roce 1410 a byl ve službách několika králů, od Zikmunda Lucemburského po Matyáše Korvína. Dosáhl významných titulů, např. bán chorvatský a slavonský, mačvanský a usorský, vojevoda sedmihradský a titulární král Bosny. Jako král držel moc pouze v severovýchodní části Bosny, zbytek země si podmanili Osmané. Za jeho života zažilo město Ilok svou „zlatou éru“. Když v roce 1477 zemřel, z jeho mnoha dětí přežil pouze syn Vavřinec III.
Z Iloku spravoval Vavřinec III. (1459-1524) svůj rozsáhlý majetek a měl značný vliv na bouřlivé události té doby, téměř jako jeho otec. Také on se stal mačvanským bánem a vévoda z Bosny. Ke konci svého života (1518) byl jmenován královským soudcem. Jeho smrtí v roce 1524 tento vážený a významný šlechtický rod vymřel.

## Význační členové rodu
- Vavřinec I. Slovan, († 1349) – kastelán, správce, královský komorník
- Mikuláš I. Kont, († 1367) – župan, nejvyšší královský číšník, vojevoda sedmihradský, uherský palatin
- Ladislav († 1418) - bán v Mačvě
- Štěpán III., v letech 1429–1430 vykonával úřad mačvanského bána
- Mikuláš V. (1410–1477) - bán Slavonie, Mačvy a Usory, vojevoda sedmihradský, král Bosny.
- Vavřinec III. (1459–1524) – bán Mačvy, vévoda bosenský, královský soudce